# Mary Jane Simes

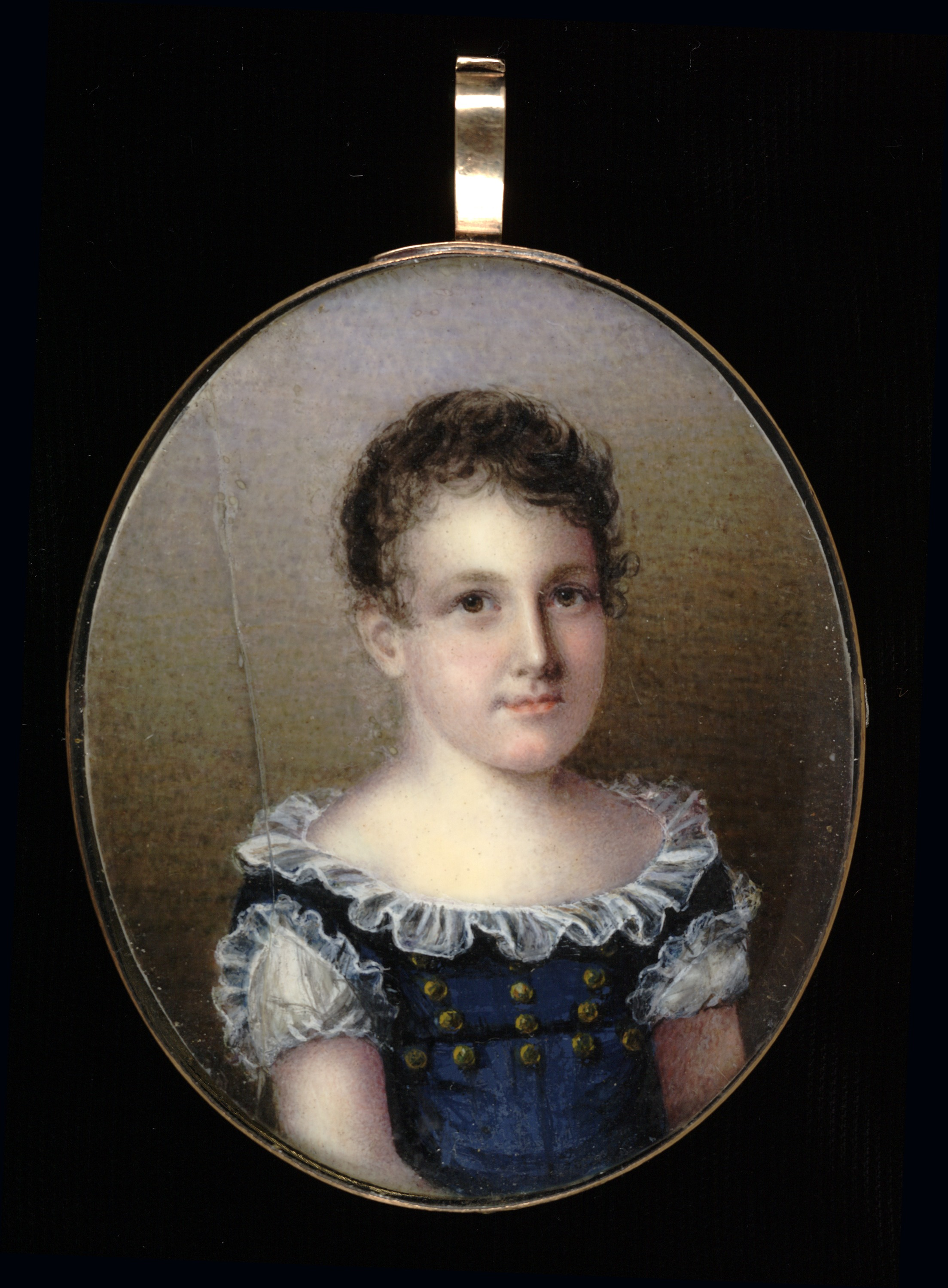
Mary Jane Simes: Portrait of a Young Girl (1825). Smithsonian American Art Museum, Washington D. C.

Mary Jane Simes (* 1807 in Baltimore, Maryland, USA; † 1872 ebenda) war eine amerikanische Miniaturmalerin.

## Leben
Mary Jane Simes entstammte der bekannten Peale-Familie, einer bedeutenden Künstler- und Kulturdynastie im Amerika des 18. und 19. Jahrhunderts. Sie war eine Nachfahrin von Charles Willson Peale, der eines der ersten Museen für Kunst und Naturgeschichte in den Vereinigten Staaten gründete. Ihre Tanten Anna Claypoole Peale und Sarah Miriam Peale waren als Miniatur- bzw. Ölgemäldemalerinnen bekannt. Anna unterrichtete Mary Jane als einzige Schülerin. Während eines Teils ihrer Kindheit lebte Mary Jane bei ihrer Tante Sarah in Baltimore. Ihre künstlerische Laufbahn war relativ kurz: Sie war von etwa 1825 bis 1835 als ausstellende Künstlerin aktiv. Sie zeigte ihre Arbeiten in Baltimore und bei Ausstellungen der Pennsylvania Academy of the Fine Arts in Philadelphia. 1836 heiratete sie John Floyd Yeates und beendete daraufhin ihre Ausstellungstätigkeit. Danach widmete sie sich der Familie und bekam unter anderem vier Kinder. Mary Jane Simes starb 1872 in ihrer Geburtsstadt Baltimore.

## Werk

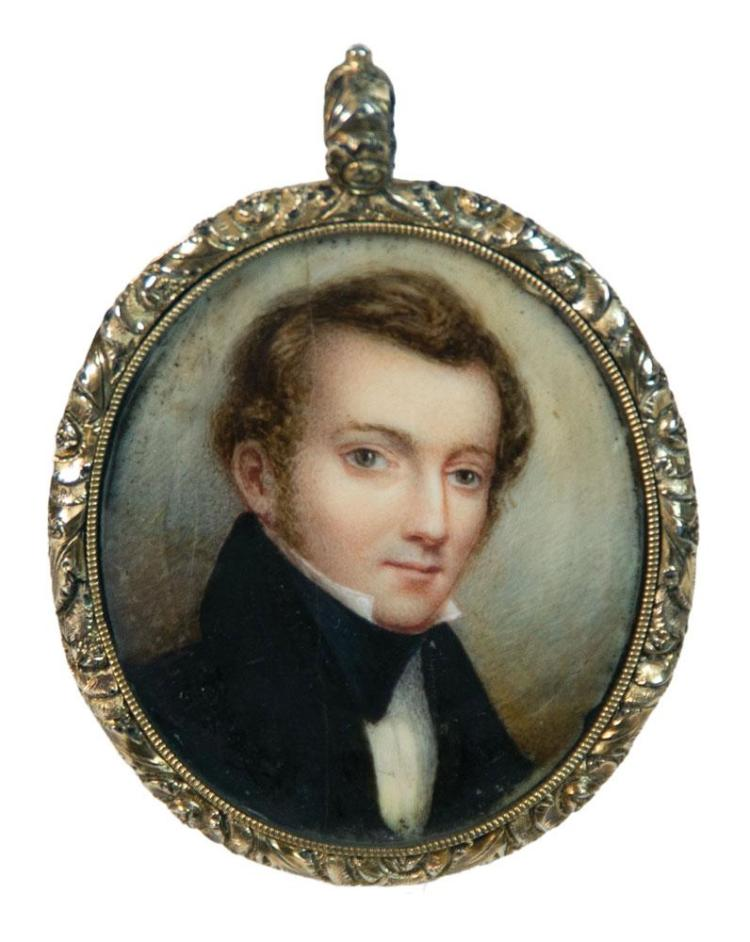
Mary Jane Simes. Männerporträt. Rückseitig signiert: Painted by/ Miss M.J. Simes/ Baltimore/ 1832

Mary Jane Simes spezialisierte sich auf Porträtminiaturen und arbeitete sowohl mit Aquarell auf Elfenbein als auch mit Öl auf Leinwand. Ihr Stil weist auffällige Ähnlichkeiten mit dem ihrer Tante Anna Claypoole Peale auf, gilt jedoch als etwas einfacher in der Ausführung. Sie schuf unter anderem das Aquarell auf Elfenbein Portrait of a Young Girl aus dem Jahr 1825, das nur etwa 6,5 × 5,3 cm groß ist und heute im Smithsonian American Art Museum aufbewahrt wird. Weitere ihrer Arbeiten befinden sich in Sammlungen wie der Maryland Historical Society, dem Cincinnati Art Museum und dem Cheekwood Museum of Art. Sie sind Teil von Ausstellungsprogrammen zur amerikanischen Miniaturmalerei des 19. Jahrhunderts. Ihre Karriere als Künstlerin war kurz, weshalb ihre Werke heute als selten gelten. Dennoch wurde sie in umfangreichen Kompendien zu Künstlerinnen jener Zeit gewürdigt, etwa im American Women Artists from Early Times to the Present von Charlotte Streifer Rubinstein sowie in Ausstellungskatalogen der Pennsylvania Academy of the Fine Arts.